# 't Was één april
 't Was één april is een Nederlandse filmkomedie uit 1936 onder regie van Detlef Sierck en Jacques van Tol. Het is een verfilming van de Duitse film April, April! (1935), die ook werd geregisseerd door Detlef Sierck. In de Duitse versie was de baron een prins. Sierck kwam nooit naar Nederland. Al zijn scènes werden in Duitsland opgenomen. De scènes in Nederland werden opgenomen door regisseur Jacques van Tol. Tegenwoordig wordt vermoed dat de film verloren is gegaan. Er zijn tot op heden geen kopieën gevonden. De Duitse versie is er nog wel en moet worden beschouwd als nazi-propaganda. De filmmaatschappij UFA stond destijds volledig onder controle van Joseph Goebbels. Van Bijleveld, Kaart, van Bennekom en Tholen speelden kleine rollen in de Duitse versie.

## Verhaal
De heer Vlasman heeft onlangs promotie gemaakt van bakker tot macaronifabrikant. Hij en zijn vrouw willen dolgraag tot de bovenklasse behoren en kunnen hun geluk niet op als wordt aangekondigd dat een rijke baron hen een bezoek zal brengen. Ze weten niet dat vrienden dit hebben georganiseerd als 1 aprilgrap. Deze grap loopt uit de hand als een echte baron de familie Vlasman bezoekt. Deze wordt met alle mogelijke strijkages ontvangen.

## Rolverdeling
| Acteur                  | Personage                   |
| ----------------------- | --------------------------- |
| Jacques van Bylevelt    | Heer Vlasman                |
| Tilly Perin-Bouwmeester | Vlasmans vrouw              |
| Jopie Koopman           | Vlasmans dochter            |
| Rob Milton              | Vlasmans dochters verloofde |
| Herman Tholen           | Baron de Hoog van Vriesland |
| Johan Kaart             | Handelaar                   |
| Cissy Van Bennekom      | Vlasmans secretaresse       |
| Pau Dana                | Secretaresse                |
| Hilde Alexander         |                             |
| Matthieu van Eysden     |                             |
| Mary van den Berg       |                             |
| Agatha Reiff            |                             |
| Max Dekker              |                             |
| Henriette Blazer        |                             |
| Rika Blazer             |                             |